# Быть везде
«Быть везде» — совместный альбом лидера рок-группы «АукцЫон» Леонида Фёдорова и участников израильской авангардной клезмер-джаз-рок-группы «Крузенштерн и пароход», выпущенный под авторством «Фёдоров и Крузенштерн».

## Об альбоме
Большинство текстов к альбому написал клавишник и автор большинства текстов «Аукцыона» Дмитрий Озерский. В отличие от предыдущих сольных альбомов Фёдорова, этот был записан не с музыкантами «Аукцыона» или с Владимиром Волковым, а с исполнителями израильской группы «Крузенштерн и пароход», выступавшей совместно с «Аукцыоном» ранее. Запись альбома заняла всего несколько дней.
Стилистика альбома отличается от последних сольных работ Фёдорова, альбом больше схож с творчеством Марка Рибо, в частности, его проектом «Ceramic Dog».
Презентация альбома состоялась 8 сентября 2013 года в петербургском клубе «А2». За несколько дней до этого альбом был выпущен на «Яндекс. Музыке».

## Список композиций
Музыка Леонида Фёдорова, слова Дмитрия Озерского (кроме отмеченного)
1. Я расскажу тебе — 3:04
2. Сказал — 7:08
3. Тай Дай — 3:09
4. День — 5:04
5. О том, что я (Инна Лиснянская) — 4:25
6. Быть везде — 3:00
7. Ю — 5:29
8. Надо мной — 6:00
9. Ангел (Юнна Мориц) — 4:55[5]